# 加拿大比利·简·金杯代表队
加拿大比利·简·金杯代表队是加拿大女子国家网球队历年参加比利·简·金杯（以前称为联合会杯）的队伍，由加拿大网球协会负责管理。加拿大队首次参加比利·简·金杯是在1963年，是该赛事的首届比赛，并在2023年首次获得冠军。她们还曾在1988年闯入半决赛，并在1964年、1967年、1987年和2015年四次闯入八强。自1963年首届比赛以来，她们只缺席过一次比赛。